# Jagd auf Spieldosen
Jagd auf Spieldosen (Originaltitel: Dressed to Kill / Deutscher Alternativtitel: Todbringende Spieldosen) ist ein US-amerikanischer Kriminalfilm aus dem Jahre 1946 unter Regie von Roy William Neill. Es ist der letzte von insgesamt vierzehn Filmen der Filmserie über Sherlock Holmes mit Basil Rathbone und Nigel Bruce.

## Handlung
Der Sammler Julian Emery ersteigert eine von drei Spieldosen für wenig Geld. Die anderen beiden Spieldosen gehen an den Schotten Kilgour sowie eine junge Frau, deren Name zunächst ungenannt bleibt. Schon in der nächsten Nacht wird bei Emery eingebrochen. Emery wird niedergeschlagen und eine Spieldose geraubt, woraufhin er seinen Schulfreund John Watson und Sherlock Holmes um Hilfe bittet. Holmes vermutet sofort ein größeres Verbrechen und findet es verdächtig, dass nur eine scheinbar wertlose Spieldose gestohlen wurde. Hinter dem Einbruch bei Emery stecken Hilda Courtney sowie ihre Komplizen Colonel Cavanaugh und Hamid. Da sie versehentlich die falsche Dose gestohlen haben, besucht Hilda ihren Bekannten Emery, um die richtige Dose zu entwenden. Mehr durch ein Missverständnis ermordet der eifersüchtige Hamid den Lebemann Emery, als dieser allzu heftig mit Hilda flirtet.
Die Polizei ruft Sherlock Holmes zur Hilfe. Dieser findet durch eine Befragung des Auktionators Crabtree heraus, dass die Spieldosen im Gefängnis Dartmoore hergestellt werden. Er sucht die Kilgours auf und trifft dabei auf die als Haushälterin verkleidete Hilda, die die Tochter Kilgours gefesselt und die Spieldose an sich genommen hat. Holmes und Watson können das Kind befreien. Auch findet er die Identität der dritten Käuferin als Evelyn Clifford heraus und kauft ihr die Dose ab. Da die Dosen alle von demselben Häftling in Dartmoore angefertigt wurden, John Davidson, vermutet Holmes, dass dieser seinen Komplizen das Versteck seiner Beute verraten will. Davidson hatte vor fünf Jahren Druckplatten für die Fünf-Pfund-Noten der englischen Bank gestohlen. Er konnte zwar schnell festgenommen werden, doch das Versteck blieb unbekannt.
Holmes vermutet, dass in der Melodie der Spieldosen die Lösung des Rätsels liegt. Ihm gelingt es nach langem Nachdenken durch eine beiläufige Bemerkung von Watson die Lösung zu finden. So entspricht zum Beispiel die 19. Taste des Klaviers dem 19. Buchstaben des Alphabets, also R. Hieraus setzt er Wörter zusammen. Durch einen Zigarettenstummel, den Hilda beim Durchsuchen von Holmes’ Wohnung vergessen hat, gelingt es ihm, diese ausfindig zu machen. Als er diese damit konfrontiert, wird klar, dass der verlorene Zigarettenstummel nur eine „Einladung“ für Holmes war. Nachdem dieser ihr den Code nicht gibt, will sie Holmes umbringen lassen. Doch dieser kann sich mit Mühe und Not befreien. Hilda legt Feuer in der Wohnung bei Watson. Als Watson die Keksdose (in der die Spieldose versteckt ist) wegstellt, weiß sie, wo die letzte Spieldose ist, und stiehlt sie.
Im Code wurde ein gewisser „Dr. S.“ zitiert. Durch den Rest des Codes kommt Hilda darauf, dass es das Wohnhaus von Dr. Samuel Johnson ist, das auch als Museum genutzt wird. Wieder durch eine beiläufige Bemerkung von Watson über Johnson kommt auch Holmes darauf. Mithilfe des Codes findet Hilda die Druckplatten in einem Schrank, doch Holmes ist zur Stelle. Hamid versucht vergeblich, Holmes mit einem Messer zu töten, doch alle drei werden von Scotland Yard verhaftet.

## Hintergründe
Jagd auf Spieldosen lehnt sich nur gering an einige Abenteuer von Arthur Conan Doyles Detektivgeschichten über Holmes an. So erwähnt Dr. Watson in einer Szene etwa die Fälle Die einsame Radfahrerin und Skandal in Böhmen. Auch wird die Figur der Irene Adler aus letzterer Geschichte erwähnt, die deutliche Parallelen zu Hilda Courtney hat. Dass ein Verbrecher kurz vor seiner Verhaftung einen Gegenstand versteckt und dies zu einer tödlichen Suche führt, kommt aus Die Perle der Borgia.
Es wurde der letzte Film der vierzehnteiligen Reihe. Rathbone soll zunehmend unzufrieden gewesen sein, in der Öffentlichkeit nur mit der Rolle des Holmes verbunden zu werden. Von Rathbone ist das Zitat überliefert: „Wenn du die Figur wirst, die du darstellst, ist das das Ende deiner Karriere als Schauspieler.“ (When you become the character you portray, it's the end of your career as an actor.) Rathbone zog sich für einige Jahre an das Theater zurück und holte unter anderem einen Tony Award. Erst 1955 kehrte Rathbone mit Wir sind keine Engel und Der Hofnarr nach Hollywood zurück, dennoch hatte seine Karriere ihren Zenit überschritten. Auch Nigel Bruce musste zunächst wieder von seinem Image als Dr. Watson loskommen, spielte aber unter anderem eine größere Rolle in Charlie Chaplins Rampenlicht, bevor er bereits 1953 starb.
Weiteren Filmen trat außerdem der Tod von Roy William Neill im Dezember 1946 entgegen, der Produzent und Regisseur von elf der vierzehn Filme mit Rathbone war.
Im deutschen Fernsehen wurde der Film erstmals 1969 ausgestrahlt. Obwohl große Teile der Serie immer wieder vom ZDF ausgestrahlt werden, ist Jagd auf Spieldosen fast nie darunter. Dafür ist er seit 2019 regelmäßig in der Weihnachtszeit auf dem Privatsender Nitro zu sehen. Der Film ist mittlerweile in mehreren DVD-Versionen sowie seit 2019 auch auf BluRay erhältlich und steht inzwischen unter dem amerikanischen Public Domain.

## Synchronisation
Die erste Synchronfassung der DDR kommt aus dem DEFA Studio für Synchronisation in Weimar und entstand 1969. Das Dialogbuch schrieb Eberhard Richter, Dialogregie führte Wolfgang Thal. Eine zweite Fassung kommt ebenso aus der DDR, das Studio für Synchronisation des Fernsehens der DDR stellte sie nach einem Dialogbuch von Tessy Bortfeldt unter Regie von Irmgard Köhlert her.
| Rolle                          | Schauspieler     | Synchronisation DDR 1969 | Synchronisation DDR 1987 |
| ------------------------------ | ---------------- | ------------------------ | ------------------------ |
| Sherlock Holmes                | Basil Rathbone   | Walter Niklaus           | ebenfalls                |
| Dr. Watson                     | Nigel Bruce      | Alfred Bohl              | Hinrich Köhn             |
| Auktionator Ebeneezer Crabtree | Holmes Herbert   | Horst Kempe              | Karl-Maria Steffens      |
| Gilbert Emery                  | Edmund Breon     | Klaus Glowalla           | Erhard Köster            |
| Hamid                          | Harry Cording    | Bert Brunn               | Michael Narloch          |
| Hilda Courtney                 | Patricia Morison |                          | Friederike Aust          |
| Inspektor Hopkins              | Carl Harbord     |                          | Rainer Büttner           |
| Alfred                         | Olaf Hytten      |                          | Dieter Zöllter           |
| Mrs. Hudson                    | Mary Gordon      |                          | Trude Brentina           |
| Touristenführer                | Leyland Hodgson  |                          | Martin Trettau           |
| Scotland-Yard-Chef             | Ian Wolfe        |                          | Wolfram Handel           |

## Kritiken
Leonard Maltin gab Jagd auf Spieldosen zweieinhalb von vier Sternen und nannte ihn einen lebhaften Abschluss der Filmreihe.
Moviesection schreibt, Jagd auf Spieldosen sei „ein gelungener und spannender Abschluss“ einer bis heute einflussreichen Filmreihe. Das Drehbuch nehme sich die Zeit, die Figuren stimmig zu zeichnen und halte interessante Wendungen bereit. „Basil Rathbone und Nigel Bruce geben dabei mit ihrer unvergleichlichen Souveränität ihre angestammten Rollen, die vergessen lässt, dass sie eigentlich Sherlock Holmes und Dr. Watson nur spielen. Bis heute sind unzählige andere Schauspieler in diese prägnanten Rollen geschlüpft und haben es mal mehr, mal weniger verstanden, ihnen ihren individuellen Stempel aufzudrücken. Basil Rathbone und Nigel Bruce werden dennoch unvergessen bleiben!“